# Acianthera aberrans
Acianthera aberrans é uma espécie de orquídea epífita, família Orchidaceae. É planta de baixa altitude que vive mas montanhas úmidas do norte dos Andes na Costa Rica, Panamá e Equador. Trata-se de planta ereta, de caules robustos, com uma folha larga e carnosa e inflorescência curta com poucas flores verdes miudamente pubescentes, sépalas estreitas e longas, as laterais concrescidas e a dorsal bem ereta, e pétalas pequenas, lobuladas, calosas e truncadas; labelo verde escuro, com unguículo longo, de ápice redondo, dois calos arredondados no disco; e coluna delicada. Foi descrita originalmente em 1978 por Luer. Seu exato posicionamento filogenético é incerto porém sabe-se que esta espécie está incluída entre os clados de Acianthera. Antes esteve classificada em um subgênero de Pleurothallis criado apenas para ela, o qual depois foi elevado a gênero, Aberrantia.

## Etimologia
Uma referência às diferenças morfológidas que esta espécie apresenta entre todas as outras neste grupo.

## Publicação e sinônimos
- Acianthera aberrans (Luer) Pupulin & Bogarín, Lankesteriana 8(2): 53 (2008).

Sinônimos homotípicos:
- Pleurothallis aberrans Luer, Selbyana 2: 382 (1978).
- Aberrantia aberrans (Luer) Luer, Monogr. Syst. Bot. Missouri Bot. Gard. 103: 310 (2005).